# Cyclocephala notata
Cyclocephala notata är en skalbaggsart som beskrevs av Johann Karl Wilhelm Illiger 1806. Cyclocephala notata ingår i släktet Cyclocephala och familjen Dynastidae. Inga underarter finns listade i Catalogue of Life.